# Mahmoud Genesh
Mahmoud Genesh, né le 10 juillet 1987 à Alexandrie, est un footballeur international égyptien qui évolue au poste de gardien de but.

## Biographie

### En club
Avec le club de Zamalek, il est finaliste de la Ligue des champions d'Afrique en 2016, puis remporte la Coupe de la confédération en 2019.

### En équipe nationale
Il reçoit sa première sélection en équipe d'Égypte le 26 mars 2019, en amical contre le Nigeria (défaite 1-0).

## Palmarès
Zamalek SC
- Championnat d'Égypte (2) :
  - Champion : 2014-15 et 2020-21.

- Coupe d'Égypte (6) :
  - Vainqueur : 2012-13, 2013-14, 2014-15, 2015-16, 2017-18 et 2018-19.

- Supercoupe d'Égypte (2) :
  - Vainqueur : 2016-17 et 2019-20.

- Ligue des champions d'Afrique :
  - Finaliste : 2016.

- Coupe de la confédération (1) :
  - Vainqueur : 2018-19.